# Estación Santo Amaro
La Estación Santo Amaro es una Estación ferroviaria de integración entre la Línea 9-Esmeralda de la CPTM y la Línea 5-Lila del Metro de São Paulo, ubicada en el distrito de Santo Amaro. Se llamó Estación Largo 13 hasta 2002, cuando fue integrada a la estación Santo Amaro de la Línea 5-Lila del Metro y tuvo una modificación en su nombre para Santo Amaro.

## Historia
La estación, construida en acero, fue proyectada por el arquitecto João Walter Toscano, que se inspiró en las costillas de una ballena. Es una marcante obra pública. Fue inaugurada por la FEPASA el 26 de enero de 1986, con el nombre de Largo Treze. En la época, la línea hoy conocida como Línea 9-Esmeralda de la CPTM, de la cual la estación es parte, iba solo hasta la Estación Pinheiros, y la inauguración de la Estación Largo Treze fue considerada por la revista Veja em São Paulo "un gran paso en el perfeccionamiento de esta línea y en el transporte cotidiano de una parte de la población de la ciudad". La misma publicación clasificó a la arquitectura de la estación, de acero y concreto armado, como "bonita e innovadora". El sitio de la estación se encuentra a dos kilómetros al sur de donde se erguía antes la antigua Estación Santo Amaro, demolida en la segunda mitad de la década del 70.

## Metro de São Paulo

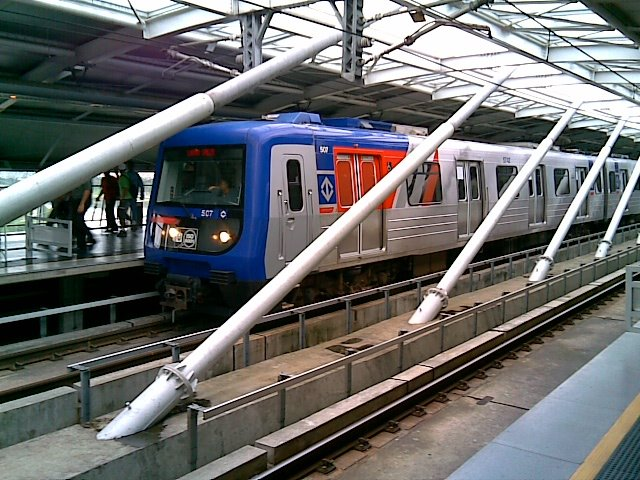
Alstom Metropolis, tren de la Línea 5-Lila, en la estación

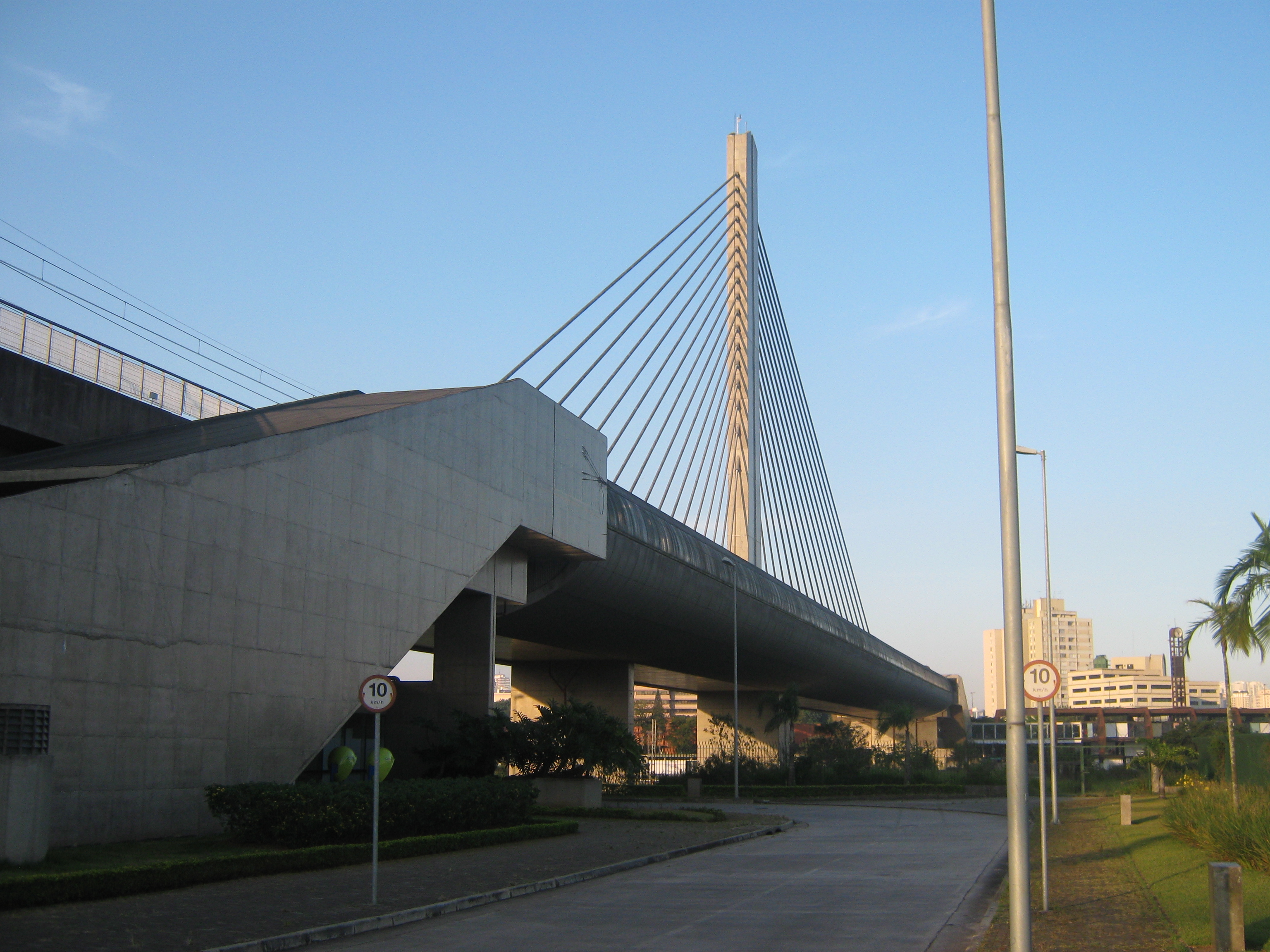
Foto

La Estación Santo Amaro fue construida por CPTM, así como toda la Línea 5-Lila, y traspasada al Metro de São Paulo, siendo inaugurada el 20 de octubre de 2002. Posee una área construida de 7128 metros cuadrados y capacidad para 25 286 pasajeros por hora en horario pico.

### Características
Estación con un hall de distribución en el nivel del suelo (Terminal de Ómnibus Guido Caloi, en el momento utilizado solamente como estacionamiento para funcionarios del Metro) y un hall de distribución del lado opuesto, nivel plataforma, unido a la Estación Santo Amaro de la Línea 9-Esmeralda de la CPTM; plataformas laterales en estructura elevada con techado metálico en forma de pórtico elíptico y tejas doblemente térmicas de aluminio, constituyendo el Puente Colgante de Santo Amaro, sobre la marginal del Río Pinheiros. Posee accesos para discapacitados físicos, a partir del estacionamiento en el cual la Terminal Guido Caloi se transformó en ese momento.

## Tabla
| Sigla | Estación    | Inauguración          | Capacidad                  | Integración                                         | Plataformas | Posición    | Comentarios                    |
| ----- | ----------- | --------------------- | -------------------------- | --------------------------------------------------- | ----------- | ----------- | ------------------------------ |
| SAM   | Santo Amaro | 26 de enero de 1986   | 25 mil pasajeros hora/pico | Línea 5-Lila del Metro, Bilhete Único de SPTrans.   | Central     | Superficial | Estación construida por FEPASA |
| STA   | Santo Amaro | 20 de octubre de 2002 | Desconocida                | Línea 9-Esmeralda de CPTM, Bilhete Único de SPTrans | Laterales   | Elevada     | Estación construida por CPTM   |